# Phoenix Television
Phoenix Television is een Hongkongse televisiemaatschappij die voornamelijk in het Standaardmandarijn uitzendt. De uitzendingen van Phoenix Television zijn te ontvangen in Hongkong, Macau, de Volksrepubliek China, Taiwan, Noord-Amerika en Europa. Phoenix Television heeft vijf televisiezenders. In de Lage Landen is de Europese Phoenix TV gratis te ontvangen via de satelliet. Phoenix Television is grotendeels in handen van de staat.

## Zenders
1. Phoenix Chinese Channel, een belangrijke zender die in de Volksrepubliek China als belangrijkste buitenlandse zender wordt beschouwd.[bron?]
2. Phoenix Movies Channel, een betaalzender die oude en nieuwe films uitzendt.
3. Phoenix InfoNews Channel, een nieuwszender die vierentwintig uur per dag uitzendt.
4. Phoenix North America Chinese Channel, een televisiezender die te ontvangen is in Canada en de Verenigde Staten.
5. Phoenix Chinese News and Entertainment Channel (ook bekend als Phoenix CNE Channel), een televisiezender die te ontvangen is in Europa met zijn uitzendstation in Londen.

## Geschiedenis
Phoenix Television begon op 31 maart 1996 met zijn eerste zender, Phoenix Chinese Channel. In de loop der jaren heeft deze zich ontwikkeld tot een belangrijke televisiezender die wereldwijd beschikbaar is in drieënvijftig landen en door meer dan twintig miljoen mensen wordt bekeken, waarvan meer dan tweeënzestig procent Chineestalig is. In de Volksrepubliek China kunnen tweeënveertig miljoen huishoudens en meer dan honderdvijftig miljoen mensen de zender ontvangen.
Phoenix Chinese Channel, Phoenix Movie Channel en Phoenix InfoNews Channel zenden via de kabel uit in Hongkong. In Taiwan, de Volksrepubliek China en andere landen is zijn de uitzendingen te ontvangen via de satelliet.
De Phoenix InfoNews Channel begon op 1 januari 2001 met uitzenden. Het was de eerste Standaardmandarijns-talige zender die nieuws in de Volksrepubliek China, Taiwan en Hongkong uitzond. De zender zendt ook financieel en buitenlands nieuws uit.
Om de diversiteit binnen Phoenix Television te vergroten werden Phoenix CNE channel in Europa en Phoenix North America Channel (de eerste Chineestalige zender in heel Noord-Amerika) opgericht.